# Lausbefall des Rindes
Der Lausbefall des Rindes ist eine Parasitose beim Hausrind, die durch Echte Tierläuse hervorgerufen wird. In Europa sind 20 bis 40 % der Rinderbestände von Läusen befallen.

## Erreger
Am häufigsten tritt die Langnasige Rinderlaus (Linognathus vituli) auf, seltener die Kurznasige Rinderlaus (Haematopinus eurysternus) und die Kleine blaue Rinderlaus (Solenopotes capillatus). Sehr oft treten Mischinfektionen mit dem Haarling Bovicola bovis auf. Die aus Afrika stammende Büffellaus Haematopinus tuberculosus kann ebenfalls das Hausrind befallen. Beim Zebu kommt auch Haematopinus quadripertusus vor. Die Läuse sind wirtsspezifisch, andere Tierarten oder der Mensch werden also nicht befallen.

## Klinisches Bild
Die Ansteckung erfolgt durch direkten Körperkontakt, aber auch durch Rollbürsten in den Laufställen oder andere Putzwerkzeuge. Die Läuse halten sich vorzugsweise am Kopf, die Kleine blaue und die Langnasige Rinderlaus auch im Halsbereich und Bereich des Triels auf. Haematopinus quadripertusus tritt meist am Schwanz und Damm auf.
Massenbefall und damit klinische Erscheinungen treten vor allem im Winter und zeitigen Frühjahr auf, da mit dem Fellwechsel im späten Frühjahr die Befallsintensität deutlich zurückgeht. Der Blutentzug durch die Läuse ist gering, nur ein starker Befall kann bei Kälbern eine Anämie verursachen. Häufig treten durch die Stiche Hautläsionen auf, die durch Kratzen und Scheuern sowie Sekundärinfektionen auch zu krustigen Hautveränderungen führen können. Typisch sind Haarausfall, insbesondere um die Augen („Brillenbildung“), schuppige Dermatitis und Hautverdickung. Zusätzlich kommt es durch den Juckreiz zur Beunruhigung der Tiere. Bei starkem Befall kann es zu einem Rückgang der Mast- und Milchleistung kommen.

## Behandlung
Die Behandlung ist bei Weidetieren am effektivsten im Spätherbst, wenn die Tiere aufgestallt werden. Da eine Vielzahl von Wirkstoffen effektiv ist, stellt die Kontrolle des Lausbefalls kein größeres Problem dar. Zunehmend treten aber Resistenzen gegenüber Insektiziden auf. Um dies zu verhindern, sollten Wirkstoffe regelmäßig gewechselt werden. Es ist immer der gesamte Bestand zu behandeln. Bei Zukauf aus anderen Haltungen ist eine Quarantäne sinnvoll. Zur Behandlung werden häufig Organophosphate wie Chlorfenvinphos, Coumaphos, Chlorpyrifos, Crotoxyphos, Trichlorphon, Phosmet und Propetamphos eingesetzt, wobei aber beachtet werden muss, dass diese nicht gegen die Eier (Nissen) wirksam sind. Deshalb ist die Wiederholung der Behandlung nach 14 Tagen sinnvoll, um neu geschlüpfte Parasiten abzutöten. Alternativ können auch Pyrethroide wie Cypermethrin oder Permethrin eingesetzt werden. Auch Öle sind wirksam, wenn sie gründlich in die Haare eingearbeitet werden.